# Steirastoma pustulatum
Steirastoma pustulatum là một loài bọ cánh cứng trong họ Cerambycidae.